# Vallerois-Lorioz
Vallerois-Lorioz är en kommun i departementet Haute-Saône i regionen Bourgogne-Franche-Comté i östra Frankrike. Kommunen ligger i kantonen Noroy-le-Bourg som tillhör arrondissementet Vesoul. År 2022 hade Vallerois-Lorioz 433 invånare.

## Befolkningsutveckling
Antalet invånare i kommunen Vallerois-Lorioz
| Referens: INSEE |